# Сборная Англии по мини-футболу
Национальная сборная Англии по мини-футболу представляет Англию на международных соревнованиях по мини-футболу.
К текущему моменту (2010 год) ни разу не принимала участие ни в чемпионате мира, ни в чемпионате Европы. С 2004 года принимает участие в ежегодном Турнире четырёх наций, однако первую победу в матчах лишь в 2007 году.

## Статистика

### Чемпионат Европы
- 2005 — не прошли квалификацию
- 2007 — не прошли квалификацию
- 2010 — не прошли квалификацию
- 2012 — не прошли квалификацию
- 2014 — не прошли квалификацию
- 2016 — не прошли квалификацию
- 2018 — не прошли квалификацию
- 2022 - не прошли квалификацию

### Чемпионат мира
- 2008 — не прошли квалификацию
- 2012 — не прошли квалификацию
- 2016 — не прошли квалификацию